# Ophiodothella cuervoi
Ophiodothella cuervoi är en svampart som beskrevs av Chardón 1934. Ophiodothella cuervoi ingår i släktet Ophiodothella och familjen Phyllachoraceae.   Inga underarter finns listade i Catalogue of Life.